# Keeth Smart
Keeth Thomas Smart (Nueva York, 29 de julio de 1978) es un deportista estadounidense que compitió en esgrima, especialista en la modalidad de sable. Su hermana Erinn también compitió en esgrima.
Participó en tres Juegos Olímpicos de Verano, entre los años 2000 y 2008, obteniendo una medalla de plata en Pekín 2008, en la prueba por equipos (junto con Timothy Morehouse, Jason Rogers y James Williams).

## Palmarés internacional
| Juegos Olímpicos | Juegos Olímpicos | Juegos Olímpicos | Juegos Olímpicos  |
| Año              | Lugar            | Medalla          | Prueba            |
| ---------------- | ---------------- | ---------------- | ----------------- |
| 2008             | Pekín (China)    | Medalla de plata | Sable por equipos |